# ФК Савинац
ФК Савинац је фудбалски клуб из Висибабе у Општини Пожега, Србија и тренутно се такмичи у Златиборској окружној лиги, петом такмичарском нивоу српског фудбала. Клуб је основан 1933. године.